# K-ON! MUSIC HISTORY'S BOX
『K-ON! MUSIC HISTORY'S BOX』（けいおん! ミュージック ヒストリーズ ボックス）は、アニメ『けいおん!』シリーズのベストアルバム・CD-BOX。2013年3月20日にポニーキャニオンから発売された。

## 概要
TBS系列で放送されたテレビアニメ『けいおん!』シリーズ（第1期、第2期）と、その劇場版『映画けいおん!』で今まで発売された、主題歌及び劇中歌のシングル（カップリング曲を含む）、キャラクターイメージソング、アルバム、の他と、シリーズのサウンドトラック、初収録となる、PSP用ゲームソフト『けいおん! 放課後ライブ!!』で使用されたゲーム用音源など、合計258曲（同一曲のバージョン違いを含む）を収録した12枚組のCD-BOX。パッケージは12inchBOX仕様で、収録曲の解説を載せた「SPECIAL BOOK」と、これまでけいおん!シリーズで発売されたCDのジャケットを掲載した「COVER ART HISTORY'S BOOK」の二冊が付属。
また、初回生産分には2013年6月16日に東京国際フォーラムで開催された、本作発売記念トークイベント『K-ON HISTORY'S TALK』のイベントチケット先行購入申込み券が封入されていた。

## 収録曲

### Disc-1 『OP & EDシングル』
収録内容はシリーズのオープニング、エンディング（主題歌）。及びそれらのカップリング曲。
1. Cagayake!GIRLS
  - テレビアニメ第1期オープニングテーマ（〜8話）。
2. Happy!? Sorry!!
  - 「Cagayake!GIRLS」カップリング曲。
3. Don't say "lazy"
  - テレビアニメ第1期エンディングテーマ。
4. Sweet Bitter Beauty Song
  - 「Don't say "lazy"」カップリング曲。
5. GO! GO! MANIAC
  - テレビアニメ第2期オープニングテーマ（前期）。
6. Genius…!?
  - 「GO! GO! MANIAC」カップリング曲。
7. Listen!!
  - テレビアニメ第2期エンディングテーマ（前期）。
8. Our MAGIC
  - 「Listen!!」カップリング曲。
9. Utauyo!!MIRACLE
  - テレビアニメ第2期オープニングテーマ（後期）。
10. キラキラDays
  - 「Utauyo!!MIRACLE」カップリング曲。
11. NO, Thank You!
  - テレビアニメ第2期エンディングテーマ（後期）。
12. Girls in Wonderland
  - 「NO, Thank You!」カップリング曲。
13. Unmei♪wa♪Endless!
  - 劇場版主題歌。
14. いちばんいっぱい
  - 劇場版オープニングテーマ。「Unmei♪wa♪Endless!」カップリング曲。
15. Singing!
  - 劇場版エンディングテーマ。
16. おはよう、またあした
  - 「Singing!」カップリング曲。
17. Cagayake!GIRLS [5人Ver.]
  - テレビアニメ第1期オープニングテーマ（9話〜）。
18. Don't say "lazy" [5人Ver.]
  - テレビアニメ未使用

### Disc-2 『劇中歌Sg・Al「放課後ティータイム in MOVIE」・DEATH DEVIL』
収録内容は劇中歌の一部とそれらのカップリング曲、「天使にふれたよ!」のテレビアニメ本編版ミックス、『放課後ティータイム in MOVIE』（5〜10、15トラック）、及び『DEATH DEVIL』の楽曲（11〜15トラック）。 
1. ふわふわ時間(Single Ver.)
2. 翼をください
  - 「ふわふわ時間(Single Ver.)」カップリング曲。
3. 桜が丘女子高等学校校歌[Rock Ver.]
  - 「ぴゅあぴゅあはーと」カップリング曲。
4. 天使にふれたよ!(#24『卒業式!』Mix)
5. カレーのちライス(映画「けいおん!」Mix)
6. ごはんはおかず(映画「けいおん!」Mix)
7. 五月雨20ラブ(映画「けいおん!」Mix)
8. U&I(映画「けいおん!」Mix)
9. 天使にふれたよ!(映画「けいおん!」Mix)
10. ふわふわ時間(映画「けいおん!」Mix)
11. Maddy Candy
12. Hell The World
  - 「Maddy Candy」カップリング曲。
13. ラヴ
14. GENOM
  - 「ラヴ」カップリング曲。
15. 光

### Disc-3 『放課後ティータイム』 (Studio Mix & Live Mix)
収録内容は『放課後ティータイム』のDisc-1（Studio Mix、1〜4トラック）、Disc-2（Live Mix、5〜8トラック）と同様。
1. カレーのちライス
2. わたしの恋はホッチキス
3. ふでペン 〜ボールペン〜
4. ふわふわ時間
5. カレーのちライス(#8『新歓!』Mix)
6. わたしの恋はホッチキス(#8『新歓!』Mix)
7. ふでペン 〜ボールペン〜(#12『軽音!』Mix)
8. ふわふわ時間(#12『軽音!』Mix)

### Disc-4 『放課後ティータイムII』 (Studio Mix)
収録内容は『放課後ティータイムII』のDisc-1(Studio Mix)と同様。
1. いちごパフェが止まらない
2. ぴゅあぴゅあはーと
  - 初出はシングル曲。
3. Honey sweet tea time
4. 五月雨20ラブ
5. ごはんはおかず
  - 初出はシングル曲。
6. ときめきシュガー
7. 冬の日
8. U&I
  - 初出はシングル曲。
9. 天使にふれたよ!
10. Interlude
11. 放課後ティータイム

### Disc-5 『放課後ティータイムII』 (Cassette Mix)
収録内容は『放課後ティータイムII』のDisc-2(Cassette Mix)と同様。
1. Introduction
2. ふわふわ時間(#23『放課後!』Mix)
3. カレーのちライス(#23『放課後!』Mix)
4. わたしの恋はホッチキス(#23『放課後!』Mix)
5. ふでペン 〜ボールペン〜(#23『放課後!』Mix)
6. ぴゅあぴゅあはーと(#23『放課後!』Mix)
7. いちごパフェが止まらない(#23『放課後!』Mix)
8. Honey sweet tea time(#23『放課後!』Mix)
9. ときめきシュガー(#23『放課後!』Mix)
10. 冬の日(#23『放課後!』Mix)
11. 五月雨20ラブ(#23『放課後!』Mix)
12. ごはんはおかず(#23『放課後!』Mix)
13. U&I(#23『放課後!』Mix)

### Disc-6 『第1期イメージソング』 [唯・澪・律・紬・梓]
収録内容は『「けいおん!」イメージソング』の唯（1〜3トラック）、澪（4〜6トラック）、律（7〜9トラック）、紬（10〜12トラック）、梓（13〜15トラック）と『「らじおん!」スペシャル!Vol.1』の5トラック（16トラック）。
1. ギー太に首ったけ
2. Sunday Siesta
3. 『レッツゴー』(唯Ver.)
4. Heart Goes Boom!!
5. Hello Little Girl
6. 『レッツゴー』(澪Ver.)
7. Girly Storm 疾走 Stick
8. 目指せハッピー100%↑↑↑
9. 『レッツゴー』(律Ver.)
10. Dear My Keys 〜鍵盤の魔法〜
11. Humming Bird
12. 『レッツゴー』(紬Ver.)
13. じゃじゃ馬Way To Go
14. 私は私の道を行く
15. 『レッツゴー』(梓Ver.)
16. 『レッツゴー』(唯・澪・律・紬・梓Mix)

### Disc-7 『第2期イメージソング』 [唯・澪・律・紬・梓]
収録内容は『「けいおん!!」イメージソング』の唯（1〜3トラック）、澪（4〜6トラック）、律（7〜9トラック）、紬（10〜12トラック）、梓（13〜15トラック）。
1. Oh My ギー太!!
2. しあわせ日和
3. Come with Me!!(唯Ver.)
4. 青春Vibration
5. 蒼空のモノローグ
6. Come with Me!!(澪Ver.)
7. Drumming Shining My Life
8. 夕空ア・ラ・カルト
9. Come with Me!!(律Ver.)
10. Diaryはフォルテシモ
11. 野性の情熱
12. Come with Me!!(紬Ver.)
13. Over the Starlight
14. Joyful Todays
15. Come with Me!!(梓Ver.)

### Disc-8 『第1期・第2期イメージソング』 [憂・和・純]
収録内容は『「けいおん!」イメージソング』の憂（1〜2トラック）、和（3〜4トラック）、『「けいおん!!」イメージソング』の憂（5〜7トラック）、和（8〜10トラック）、純（11〜13トラック）。
1. Lovely Sister LOVE
2. Oui!愛言葉
3. Coolly Hotty Tension Hi!!
4. プロローグ
5. ウキウキNew! My Way
6. Shiny GEMS
7. Come with Me!!(憂Ver.)
8. Jump
9. ひだまりLiving
10. Come with Me!!(和Ver.)
11. 純情Bomber!!
12. Midnight スーパースター☆☆☆
13. Come with Me!!(純Ver.)

### Disc-9 『K-ON! ORIGINAL SOUND TRACK』
収録内容は『K-ON! ORIGINAL SOUND TRACK』と同様。
1. Have some tea?
2. Morning dew
3. 急げや急げ!
4. かわいい陰謀
5. 2匹の子猫
6. いい夢見てね
7. Cotton candy
8. Virtual love
9. タンポポ宅急便
10. うっかり君の為に
11. Genki!
12. おばあちゃんのタンス
13. The other side of evening sun
14. Dead soldiers(笑)
15. Hold on to your love
16. Falling reinforced concrete
17. Small flashing
18. けん玉君
19. 軽い冗談
20. クレープはいかが?
21. Happy languidness
22. Emerald green
23. My hometown where it snows
24. 銀世界の朝
25. Tea at the night of Christmas
26. 子猫の演奏会
27. Patrol of stroll
28. Doki Doki Friday night
29. りんご…Ringo…リンゴ飴
30. 15歳のマーチ
31. じゃじゃ馬3人娘
32. Hesitation
33. ピンチ大好き!
34. ドレスにクレープは似合わない?
35. あの日の夢
36. Happy End

### Disc-10 『K-ON!! ORIGINAL SOUND TRACK』 (Vol.1 & Vol.2)
収録内容は『K-ON!! ORIGINAL SOUND TRACK Vol.1』（1〜20トラック）、『K-ON!! ORIGINAL SOUND TRACK Vol.2』（21〜40トラック）と同様。
1. One more tea?
2. 朝日を浴びて
3. 二人の世界
4. Dance of pickled scallion
5. Temptation with rain
6. Tostada
7. 京都の朝
8. Dragon God
9. ハムスターのダンス
10. あの日の帰り道
11. 玉虫厨子と三角定規
12. Digital fancy doll
13. ガッテンだ!
14. Tea with you
15. Reason that doesn't develop
16. Cherry's feelings
17. Worry of cherry
18. Happy rainy day
19. あめふり
20. うさぎとかめ
21. Early tea
22. My dearest Baumkuchen
23. お菓子のメリーゴーランド
24. Pasadena Fwy
25. な・い・しょ!
26. タリラリラン!
27. 潮騒と夕日
28. セピア色の日記
29. 天ぷら君
30. Hard luck girl
31. Autumn breeze with you
32. Fine rain in afternoon
33. Cherry's toy box
34. 抜き足差し足忍び足
35. 人魚の片思い
36. 階段の怪談
37. U&I 〜夕日の綺麗なあの丘で〜
38. 雲上茶屋
39. ふでペン 〜ボールペン〜 (ゆいあずVer.)
40. 桜が丘女子高等学校校歌

### Disc-11 『K-ON! MOVIE ORIGINAL SOUND TRACK』
収録内容は『K-ON! MOVIE ORIGINAL SOUND TRACK』と同様。
1. Have some tea?(MOVIE Mix)
2. 白銀の朝
3. 干し芋の季節
4. こなゆき
5. ごり押しの理由(わけ)
6. 茶箪笥のかほり
7. 二人の世界(MOVIE Mix)
8. 茶柱運勢研究会
9. Bossaでコーヒーを
10. お化けの同窓会
11. ガラスの向こう側
12. 正直者が考えた嘘
13. その笑顔が好き
14. 海に行こうよ!
15. 水浴び大好きあひるちゃん
16. 地中海楽団
17. Spilled tea
18. Traditional tea
19. Air of northern countries
20. London E
21. Yearning for the Far East
22. Pleasant despair
23. Train-D
24. 私のきもち
25. かりんとう男爵の一週間
26. Fairies' Party
27. 退屈な時間
28. 結局今日も遅刻じゃないですか!
29. そんな訳でタクシーで…、
30. げげっ!大渋滞!!
31. お日様キラキラ散歩道
32. Artificial Candy
33. ごり押しの言い訳
34. 女子の集中力
35. Red jacket
36. Stylish mistake
37. Winter night in a warm room
38. 一等賞
39. Far distant past
40. しあわせのかけら

### Disc-12 『GAME Mix・OP & ED (TV size)・OP,ED & Theme (MOVIE size)』
収録内容は『けいおん! 放課後ライブ!!』で使用された音源（1〜23トラック）、テレビアニメのOP・EDのTVサイズバージョン（24〜30トラック）、劇場版のOP・ED・主題歌のMOVIEサイズバージョン（31〜33トラック）。
1. Cagayake!GIRLS(GAME Mix)
2. Happy!? Sorry!!(GAME Mix)
3. Don’t say “lazy”(GAME Mix)
4. Sweet Bitter Beauty Song(GAME Mix)
5. カレーのちライス(GAME Mix)
6. わたしの恋はホッチキス(GAME Mix)
7. ふでペン 〜ボールペン〜(GAME Mix)
8. ふわふわ時間(GAME Mix)
9. ギー太に首ったけ(GAME Mix)
10. Sunday Siesta(GAME Mix)
11. 『レッツゴー』(唯Ver.)(GAME Mix)
12. Heart Goes Boom!!(GAME Mix)
13. Hello Little Girl(GAME Mix)
14. 『レッツゴー』(澪Ver.)(GAME Mix)
15. Girly Storm 疾走 Stick(GAME Mix)
16. 目指せハッピー100%↑↑↑(GAME Mix)
17. 『レッツゴー』(律Ver.)(GAME Mix)
18. Dear My Keys 〜鍵盤の魔法〜(GAME Mix)
19. Humming Bird(GAME Mix)
20. 『レッツゴー』(紬Ver.)(GAME Mix)
21. じゃじゃ馬Way To Go(GAME Mix)
22. 私は私の道を行く(GAME Mix)
23. 『レッツゴー』(梓Ver.)(GAME Mix)
24. Cagayake!GIRLS[4人Ver.] (TV size Ver.)
25. Don’t say “lazy” (TV size Ver.)
26. Cagayake!GIRLS[5人Ver.] (TV size Ver.)
27. GO! GO! MANIAC (TV size Ver.)
28. Listen!! (TV size Ver.)
29. Utauyo!!MIRACLE (TV size Ver.)
30. NO, Thank You! (TV size Ver.)
31. いちばんいっぱい(MOVIE size Ver.)
32. Unmei♪wa♪Endless!(MOVIE size Ver.)
33. Singing!(MOVIE size Ver.)